# Mitsubishi UFJ Financial Group
Mitsubishi UFJ Financial Group, Inc. (яп. 株式会社三菱UFJフィナンシャル・グループ кабусики гайся мицубиси ю:фудзэй финансяру гуру:пу, MUFG) — японская банковская и финансовая холдинговая компания, расположенная в районе Тиёда (Токио). Располагая активами на сумму около 3,3 триллионов долларов (360 трлн иен), является одной из ключевых компаний Mitsubishi Group. MUFG — крупнейшая финансовая группа Японии и входит в десятку крупнейших банков мира, в которой общая сумма вкладов составляет около $2,8 трлн (по данным на март 2021 года).
Лучший корпоративный банк 2015 года по версии журнала «Global Finance». С 2011 года входит в число глобально системно значимых банков.

## История
Компания была образована 1 октября 2005 года путём слияния токийской Mitsubishi Tokyo Financial Group (MTFG), ранее вторым по величине банковским конгломератом Японии, и осакской UFJ Holdings, в то время четвёртым по величине банком. Ключевые подразделения MUFG, Bank of Tokyo-Mitsubishi и UFJ Bank, в 2006 году объединились в новый The Bank of Tokyo-Mitsubishi UFJ, Ltd.
Основным предшественником современной банковской группы является Mitsubishi Exchange Office, контора по обмену валют, основанная в 1880 году Ивасаки Ятаро, который также считается основателем и других составляющих Mitsubishi Group. В 1895 году эта контора трансформировалась в банковское подразделение дзайбацу (денежного клана) Мицубиси; главным направлением деятельности дзайбацу Мицубиси были морские перевозки, в которых он занимал положение монополиста в конце XIX—начале XX века. По мере роста дзайбацу, составляющие его подразделения оформились в отдельные компании, банк получил самостоятельность в 1919 году. В 1920 году он открыл представительства в Нью-Йорке и Лондоне. К 1929 году Mitsubishi Bank удвоил свою капитализацию до ¥100 млн. Перед и во время Второй мировой войны банк активно участвовал в финансировании милитаристской политики японского правительства. В 1943 году в рамках централизации японской экономики Mitsubishi Bank был объединён с One Hundredth Bank, в следующем году открыл отделение в оккупированном Шанхае. После окончания Второй мировой войны Мицубиси, как и другие крупные дзайбацу, был раздроблен оккупационными властями на сотни отдельных компаний. Mitsubishi Bank в 1948 году был переименован в Chiyoda Bank, однако в 1953 году вернул себе первоначальное название, также были вновь открыты представительства в Нью-Йорке и Лондоне (закрытые в 1937 году). К 1956 году капитализация банка достигла ¥5,5 трлн, а к 1960 году — ¥11 трлн. В 1960-е годы были открыты представительства в Лос-Анджелесе, Париже и Сеуле, банк участвовал в финансировании закупок сырья, строительства заводов и экспорта продукции. В 1970-е годы были открыты новые представительства в США и Европе, банк начал осваивать новые направления деятельности, такие как лизинг и управление активами, в 1972 году был открыт информационный центр. В 1986 году президентом банка был назначен Казуо Ибуки (Kazuo Ibuki), и под его руководством началась реорганизация Mitsubishi Bank: он был разделён на пять групп (международная, торговая, корпоративная, национального банкинга и финансовых рынков), был существенно омоложён менеджмент банка. Консервативность политики банка позволила ему избежать больших убытков при обвале финансового рынка Японии в начале 1990-х годов, под давлением Министерства финансов Mitsubishi Bank участвовал в рефинансировании одного из крупнейших банков страны, Nippon Trust Bank Ltd., увеличив свою долю в его акционерном капитале с 5 % до 69 %. Этот финансовый кризис спровоцировал волну слияний в японском финансовом секторе, приведших к образованию трёх крупных финансовых групп, Mitsubishi UFJ Financial Group, Mizuho Financial Group и Sumitomo Mitsui Financial Group.
Bank of Tokyo был основан в 1946 году как преемник The Yokohama Specie Bank, Ltd., который также был основан в 1880 году. В 1996 году он объединился с Mitsubishi Bank, Ltd., образовав Bank of Tokyo-Mitsubishi Ltd., на то время крупнейший банк в мире. В апреле 2001 года Bank of Tokyo-Mitsubishi, Ltd., Mitsubishi Trust and Banking Corporation и Nippon Trust and Banking Co., Ltd. объединились в финансовую группу Mitsubishi Tokyo Financial Group, Inc.,
UFJ Bank образовался 15 января 2002 года в результате слияния The Sanwa Bank, Ltd. и The Tokai Bank, Ltd. Sanwa Bank появился в 1933 году при объединении трёх банков Осаки, Konoike Bank (старейший банк Японии, основан в 1656 году), Yamaguchi Bank и Sanjyushi Bank. Tokai Bank возник в 1941 году в результате объединения трёх банков Нагои.
В 2008 году Mitsubishi UFJ Financial Group и Morgan Stanley договорились об образовании стратегического альянса, на конец 2016 году японская финансовая группа была держателем 22,3 % акций американской и имела двух своих представителей в её совете директоров. Также в 2008 году группа поглотила американскую UnionBanCal Corporation и приобрела 40 % акций Acom, одну из крупнейших японских компаний по предоставлению потребительских кредитов.
В декабре 2013 года Mitsubishi UFJ Financial Group приобрела 72 % акций таиландского банка Bank of Ayudhya (Krungsri), а в 2015 успешно завершила сделку со швейцарским банком UBS по приобретению бизнеса по управлению активами, сумма которой составила 30 млрд иен (примерно 244 млн долларов).

## Руководство
- Nobuo Kuroyanagi — президент и главный исполнительный директор.

## Деятельность
Основные подразделения:
- Retail & Commercial Banking Business Group — все виды розничных банковских услуг в Японии; оборот в 2020/21 финансовом году составил ¥1,389 трлн, операционная прибыль — ¥259 млрд.
- Japanese Corporate & Investment Banking Business Group — банковские услуги японским корпорациям; оборот составил ¥560 млрд, операционная прибыль — ¥241 млрд.
- Global Corporate & Investment Banking Business Group — банковские услуги корпорациям (кроме японских); оборот составил ¥426 млрд, операционная прибыль — ¥156 млрд.
- Global Commercial Banking Business Group — осуществляет продвижение интересов Mitsubishi Group на мировой арене; оборот составил ¥783 млрд, операционная прибыль — ¥274 млрд.
- Asset Management & Investor Services Business Group — услуги по управлению активами; оборот составил ¥293 млрд, операционная прибыль — ¥83 млрд.
- Global Markets Business Group — осуществляет деятельность на мировых финансовых рынках; оборот составил ¥635 млрд, операционная прибыль — ¥401 млрд.

Процентный и непроцентный оборот в сумме в 2016 финансовом году составил ¥5,413 трлн ($47,9 млрд), из них ¥2,408 трлн ($21,3 млрд) пришлось на непроцентный доход (плата за услуги, доход от операций по обмену валют и так далее). Процентный доход составил ¥3,006 трлн ($26,6 млрд), размер приносящих процентный доход активов на 2016 год составил ¥252,716 трлн ($2,236 трлн), из них ¥153,613 трлн ($1,359 трлн) — в Японии.
Из активов в 359,5 трлн иен на выданные кредиты приходится 107 трлн иен, на наличные и обязательства банков 103 трлн. Размер депозитов в банке на март 2021 года составил ¥311,52 трлн ($2,832 трлн), из них ¥135 трлн ($1,2 трлн) в Японии.
Сеть корпорации насчитывает около 2500 отделений, из них 1900 находятся вне Японии, что является крупнейшим показателем среди японских банков; также клиенты MUFJ обслуживаются через почти 100 тысяч банкоматов.
Основные регионы деятельности:
- Япония — оборот в 2016 году составил ¥2,996 трлн, чистая прибыль — ¥185 млрд;
- США — оборот составил ¥801 млрд, чистая прибыль — ¥173 млрд;
- Европа — оборот составил ¥326 млрд, чистая прибыль — ¥163 млрд;
- Азия и Океания (исключая Японию) — оборот составил ¥981 млрд, чистая прибыль — ¥197 млрд;
- Другие регионы — оборот составил ¥310 млрд, чистая прибыль — ¥84 млрд[13].

В 2015 году компания заняла 37-е место среди крупнейших инвестиционных компаний мира по размеру активов под управлением ($594 млрд).
В списке крупнейших публичных компаний мира Forbes Global 2000 за 2016 год Mitsubishi UFJ Financial Group заняла 34-е место, в том числе 171-е по обороту, 47-е по чистой прибыли, 6-е по активам и 103-е по рыночной капитализации.
|                     | 2010  | 2011  | 2012  | 2013  | 2014  | 2015  | 2016  | 2017  | 2018  | 2019  | 2020  | 2021  | 2022  |
| ------------------- | ----- | ----- | ----- | ----- | ----- | ----- | ----- | ----- | ----- | ----- | ----- | ----- | ----- |
| Выручка             | 3,522 | 3,502 | 3,634 | 3,753 | 4,229 | 4,143 | 4,012 | 3,854 | 3,726 | 3,986 | 3,921 | 3,964 | 4,503 |
| Чистая прибыль      | 0,583 | 0,981 | 0,853 | 0,985 | 1,034 | 0,951 | 0,926 | 0,990 | 0,873 | 0,528 | 0,777 | 1,131 | 1,116 |
| Активы              | 206,2 | 218,9 | 234,5 | 258,1 | 286,1 | 298,3 | 303,3 | 306,9 | 311,1 | 336,6 | 359,5 | 373,7 | 386,8 |
| Собственный капитал | 10,81 | 11,68 | 13,52 | 15,11 | 17,29 | 17,39 | 16,66 | 17,30 | 17,26 | 16,86 | 17,72 | 17,99 | 18,27 |
| Капитализация       | 5,4   | 5,8   | 7,8   | 8,0   | 10,4  | 7,1   | 9,3   | 9,1   | 7,1   | 5,1   | 7,6   | 9,5   | 10,1  |

## Организационная структура
Mitsubishi UFJ Financial Group, Inc. является холдинговой компанией группы Mitsubishi UFJ Financial Group, состоящей из четырёх основных дочерних компаний и ряда подчинённых им компаний.
- The Bank of Tokyo-Mitsubishi UFJ, Ltd. (100 %, Япония) — банк образовался 1 января 2006 года объединением Bank of Tokyo-Mitsubishi с UFJ Bank Limited.
  - MU Frontier Servicer Co., Ltd. (96,47 %, Япония)
  - Mitsubishi UFJ Factors Limited (100 %, Япония)
  - Mitsubishi UFJ Research and Consulting Co., Ltd. (69,45 %, Япония)
  - Mitsubishi UFJ Capital Co., Ltd. (41,22 %, Япония)
  - BOT Lease Co., Ltd. (22,57 %, Япония)
  - Tokyo Credit Services, Ltd (74 %, Япония)
  - Mitsubishi UFJ Personal Financial Advisers Co., Ltd. (100 %, Япония)
  - MU Business Engineering, Ltd (100 %, Япония)
  - Japan Electronic Monetary Claim Organization (100 %, Япония)
  - Defined Contribution Plan Consulting of Japan Co., Ltd. (77,5 %, Япония)
  - Mitsubishi UFJ Financial Partners Co., Ltd. (100 %, Япония)
  - MUFG Americas Holdings Corporation (100 %, США)
  - BTMU Capital Corporation (100 %, США)
  - BTMU Leasing & Finance, Inc. (100 %, США)
  - BTMU LF Capital LLC (100 %, США)
  - Bank of Ayudhya Public Company Limited (Krungsri) (76,88 %, Таиланд) — основа деятельности группы в Таиланде, а также в Камбодже через Hattha Kaksekar Limited.
  - BTMU Participation (Thailand) Co., Ltd. (24,5 %, Таиланд)
  - PT U Finance Indonesia (95 %, Индонезия)
  - PT. BTMU-BRI Finance (55 %, Индонезия)
  - BTMU Lease (Deutschland) GmbH (100 %, Германия)
  - Bank of Tokyo-Mitsubishi UFJ (China), Ltd. (100 %, Китай)
- Mitsubishi UFJ Trust and Banking Corporation (100 %, Япония) — образована в октябре 2005 года в результате объединения Mitsubishi Trust Bank и UFJ Trust Bank Limited; предоставляет трастовые и банковские услуги в Японии, остальной Азии, США и Европе.
  - The Master Trust Bank of Japan, Ltd. (46,5 %, Япония)
  - MU Investmants Co., Ltd. (100 %, Япония)
  - Mitsubishi UFJ Kokusai Asset Management Co., Ltd. (100 %, Япония)
  - Mitsubishi UFJ Real Estate Services Co., Ltd. (100 %, Япония)
  - Ryoshin DC Card Company, Ltd. (100 %, Япония)
  - Japan Shareholder Services Ltd. (100 %, Япония)
  - Mitsubishi UFJ Trust & Banking Corporation (U.S.A.) (100 %, США)
  - Mitsubishi UFJ Baillie Gifford Asset Management Limited (51 %, Великобритания)
  - Mitsubishi UFJ Global Custody S.A. (100 %, Люксембург)
  - Mitsubishi UFJ Asset Management (UK) Ltd. (100 %, Великобритания)
  - Mitsubishi UFJ Fund Service Holdings Limited (100 %, Бермудские острова)
  - Mitsubishi UFJ Trust International Limited (100 %, Великобритания)
- Mitsubishi UFJ Securities Holdings Co., Ltd. (100 %, Япония) — промежуточная холдинговая компания группы, образованная в 2010 году; занимается работой с ценными бумагами и инвестиционным банкингом.
  - Mitsubishi UFJ Morgan Stanley Securities Co., Ltd. (60 %, Япония) — компания образована в 2010 году в рамках сотрудничества с Morgan Stanley; занимается работой с ценными бумагами и инвестиционным банкингом.
  - Mitsubishi UFJ Morgan Stanley PB Securities Co., Ltd. (100 %, Япония)
  - kabu.com Securities Co., Ltd. (58,41 %, Япония)
  - Mitsubishi UFJ Securities International plc (100 %, Великобритания)
  - Mitsubishi UFJ Securities (USA), Inc. (100 %, США)
  - Mitsubishi UFJ Wealth Management Bank (Switzerland), Ltd. (100 %, Швейцария)
  - Mitsubishi UFJ Securities (HK) Holdings, Limited (100 %, Китай)
  - Mitsubishi UFJ Securities (Singapore) Holdings, Limited (100 %, Сингапур)
- Mitsubishi UFJ NICOS Co., Ltd. (84,98 %, Япония) — занимается выпуском кредитных карт под брендами MUFG, NICOS, UFJ и DC; была основана в 1951 году как Nippon Shinpan, в составе группы с 2008 года.

Другие дочерние компании:
- MUFG Union Bank, N.A. — основная банковская компания группы в США; 18-й крупнейший банк США по размеру депозитов, в основном ведёт деятельность в штатах Калифорния, Орегон, Вашингтон и Техас.

- Mitsubishi UFJ Investor Services & Banking (Luxembourg) S.A. — зарегистрирована в 1974 году в Люксембурге, предоставляет кастодиальные услуги (хранение ценностей) и услуги управления трастовыми фондами[20]
- Mitsubishi UFJ Information Technology
- UnionBanCal Corporation
- The Senshu Bank, Ltd.
- UFJ Credit Co., Ltd.
- Toyo Hosho Services Co., Ltd.
- UFJ Strategic Partner Co., Ltd.
- UFJ Equity Investments Co., Ltd.
- UFJ Trust Equity Co., Ltd.
- NBL Co., Ltd.
- UFJ Business Finance Co., Ltd.
- Toyo Trust Total Finance Co., Ltd.
- MU Investment Co., Ltd.
- UFIT Co., Ltd.
- UFJ Capital Co., Ltd.
- UFJ Institute Ltd.
- UFJ Bank Canada, (Канада)
- UFJ Bank Nederland N.V., (Нидерланды)
- Tokai Preferred Capital Holdings Inc., (США)
- Tokai Preferred Capital Company L.L.C., (США)

## Акционеры
По данным на март 2010 года.
| Japan Trustee Services Bank                                        | 7.47 % |
| The Master Trust Bank of Japan                                     | 4.44 % |
| Nippon Life Insurance Company                                      | 2.01 % |
| ADR Holders (held by the Bank of New York Mellon)                  | 1.94 % |
| State Street Bank                                                  | 1.53 % |
| State Street Bank (China clients)                                  | 1.27 % |
| Meiji Yasuda Life Insurance Company                                | 1.23 % |
| The Chase Manhattan Bank, N.A. London Secs Lending Omnibus Account | 1.14 % |
| Toyota Motor Corporation                                           | 1.05 % |